# Jean Cartan

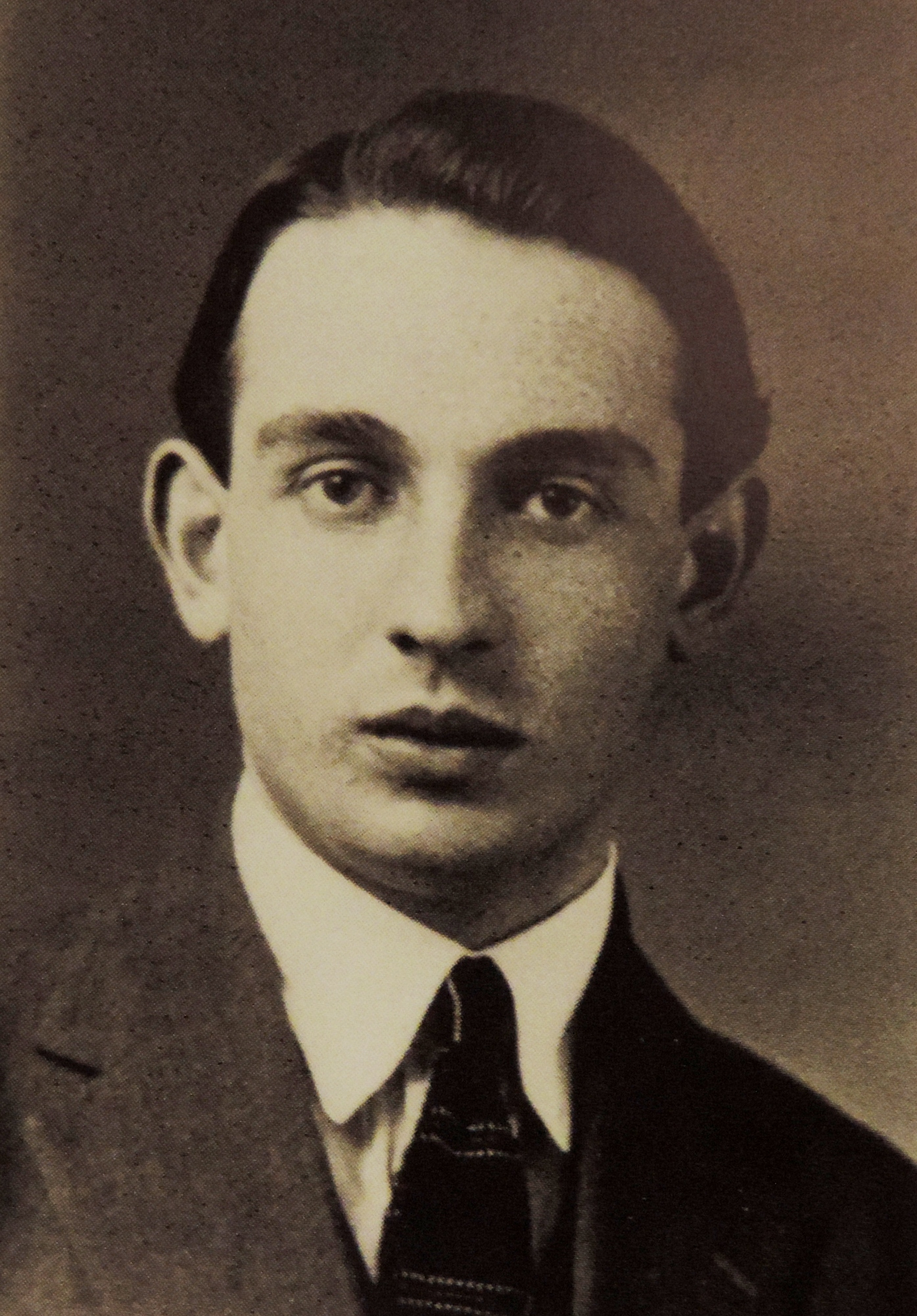
Jean Cartan, 2014

Jean Cartan (* 1. Dezember 1906 in Nancy; † 26. März 1932 in Briis-sous-Forges, Département Essonne) war ein französischer Komponist.

## Leben
Cartan war ein Sohn des Mathematikers Élie Cartan und der Marie-Luise Bianconi und der jüngere Bruder von Henri Cartan, der ebenfalls Mathematiker wurde, und der ältere von Louis Cartan (1909–1943), Physiker, der später als Résistance-Kämpfer von den Deutschen umgebracht wurde.
Jean Cartan wurde zunächst von Marcel Samuel-Rousseau ausgebildet, am Conservatoire de Paris waren danach seine Lehrer Noël Gallon, Charles-Marie Widor und Paul Dukas.  Cartan komponierte Kammermusik und Lieder nach Texten von Tristan Klingsor,
François Villon und Stéphane Mallarmé. Sein erstes Streichquartett widmete er Albert Roussel, seine Sonatine wurde 1931 bei der Tagung der International Society for Contemporary Music (ISCM) in Oxford aufgeführt. Er starb schon mit 25 Jahren an Tuberkulose.

## Schriften
- Les idées de Jean Cartan, 1933

## Kompositionen (Auswahl)
- Sonatine pour flûte et clarinette
- Quatuor en ré mineur pour 2 violons, alto et violoncello
- Introduction pour piano, flûte, clarinette, hautbois, cor et basson
- Deuxième quatuor à cordes
- Pater : cantate pour soli, choeurs et orchestre
- Cinq poèmes de Tristan Klingsor
- Hommage à Dante
- Tois chants d'été
- Trois poèmes de François Villon
- Deux sonnets de Mallarmé. : pour chant et piano
- Introduction et Allegro, pour piano et bois

## Einspielungen
- Ensemble Stanislas / Quatuor Stanislas: „En septembre 2011 paraîtra l’intégrale de la musique de chambre de  Jean Cartan (1906-1932).“ Timpani 1C1187